# Michael Kleinstadion
Het Michael Kleinstadion is een multifunctioneel stadion in de Roemeense stad Hunedoara. Het stadion wordt vooral gebruikt voor voetbalwedstrijden, de voetbalclub CS Hunedoara maakt gebruik van dit stadion. Ook de voetbalclub Corvinul Hunedoara maakte gebruik van dit stadion tot 2004. In het stadion is plaats voor 16.500 toeschouwers. Het stadion is vernoemd naar Michael Klein (1959–1993), een Roemeens voetballer. 